# Adam Vojtěch
Adam Vojtěch (ur. 2 października 1986 w Czeskich Budziejowicach) – czeski polityk, prawnik i piosenkarz, deputowany do Izby Poselskiej, w latach 2017–2020 i w 2021 minister zdrowia.

## Życiorys
Jako nastolatek regularnie występował w dziecięcych musicalach. W 2005 wziął udział w talent show Česko hledá SuperStar, a rok później wydał swój album zatytułowany Portugal. Ukończył studia na wydziale prawa oraz na wydziale nauk społecznych Uniwersytetu Karola. Został bliskim współpracownikiem Andreja Babiša. W latach 2013–2014 był prawnikiem w należącej do niego grupie mediowej Mafra, następnie objął funkcję sekretarza w kierowanym przez tegoż Ministerstwie Finansów. Został też jego doradcą do spraw służby zdrowia. Powoływany w skład rad nadzorczych różnych przedsiębiorstw oraz w skład zarządu spółki prawa handlowego prowadzącej Hotel Thermal w Karlowych Warach. W 2016 został członkiem zarządu VZP, państwowego ubezpieczyciela zdrowotnego.
W wyborach parlamentarnych w 2017 z ramienia partii ANO 2011 uzyskał mandat deputowanego do Izby Poselskiej. 13 grudnia 2017 został ministrem zdrowia w rządzie Andreja Babiša. Pozostał na tym stanowisku także w powołanym 27 czerwca 2018 drugim gabinecie dotychczasowego premiera. W 2020 odpowiadał za zwalczanie pandemii COVID-19 w Czechach. 21 września tegoż roku zrezygnował ze stanowiska ministra zdrowia; tego samego dnia na tej funkcji zastąpił go Roman Prymula. Powrócił do drugiego rządu Andreja Babiša 26 maja 2021, ponownie obejmując w nim urząd ministra zdrowia. Sprawował go do 17 grudnia 2021.
W 2022 objął stanowisko ambasadora Czech w Finlandii.